# Atletiek op de Olympische Zomerspelen 2016 – 100 meter horden vrouwen
De 100 meter horden vrouwen op de Olympische Zomerspelen 2016 in Rio de Janeiro vond plaats op 16 augustus (series) en 17 augustus 2016 (halve finales en finale). Regerend kampioene Sally Pearson kon haar titel niet verdedigen omdat zij zich vanwege een blessure moest afmelden.

## Records
Voorafgaand aan het toernooi waren dit het wereldrecord en het olympisch record.
| Wereldrecord     | Kendra Harrison | 12,20 | Londen | 22 juli 2016    |
| Olympisch record | Sally Pearson   | 12,35 | Londen | 7 augustus 2012 |

## Uitslagen
De volgende afkortingen worden gebruikt:
- Q - Gekwalificeerd door eindplaats
- q - Gekwalificeerd door eindtijd
- DNF Niet aangekomen
- PB Persoonlijke besttijd
- SB Beste seizoensprestatie van atlete
- DSQ Gediskwalificeerd

### Series
Kwalificatie: Top-3 van elke series (Q) plus de 6 tijdsnelsten (q) gaan door.

#### Serie 1
| Rang | Naam               | Land             | Tijd  | Opm. |
| ---- | ------------------ | ---------------- | ----- | ---- |
| 1    | Kristi Castlin     | Verenigde Staten | 12,68 | Q    |
| 2    | Anne Zagré         | België           | 12,85 | Q    |
| 3    | Nooralotta Neziri  | Finland          | 12,88 | Q    |
| 4    | Shermaine Williams | Jamaica          | 12,95 | q    |
| 5    | Susanna Kallur     | Zweden           | 13,04 |      |
| 6    | Caridad Jerez      | Spanje           | 13,26 |      |
| 7    | Katy Sealy         | Belize           | 15,79 |      |
| 8    | Mulern Jean        | Haïti            | 99,99 | DSQ  |

#### Serie 2
| Rang | Naam                   | Land             | Tijd  | Opm. |
| ---- | ---------------------- | ---------------- | ----- | ---- |
| 1    | Nia Ali                | Verenigde Staten | 12,76 | Q    |
| 2    | Phylicia George        | Canada           | 12,83 | Q    |
| 3    | Pedrya Seymour         | Bahama's         | 12,85 | Q    |
| 4    | Wu Shuijiao            | China            | 13,03 |      |
| 5    | Maila Machado          | Brazilië         | 13,09 |      |
| 6    | Michelle Jenneke       | Australië        | 13,26 |      |
| 7    | Jekaterina Poplavskaja | Wit-Rusland      | 13,45 |      |
| 8    | Beate Schrott          | Oostenrijk       | 13,47 |      |

#### Serie 3
| Rang | Naam                  | Land             | Tijd  | Opm.  |
| ---- | --------------------- | ---------------- | ----- | ----- |
| 1    | Cindy Ofili           | Groot-Brittannië | 12,75 | Q     |
| 2    | Nadine Hildebrand     | Duitsland        | 12,84 | Q     |
| 3    | Isabelle Pedersen     | Noorwegen        | 12,86 | Q, PB |
| 4    | Andrea Ivančević      | Kroatië          | 12,90 | q, SB |
| 5    | Brigitte Merlano      | Colombia         | 13,09 |       |
| 6    | Angela Whyte          | Canada           | 13,09 |       |
| 7    | Elisavet Pesiridou    | Griekenland      | 13,10 |       |
| 8    | Anastassiya Pilipenko | Kazachstan       | 13,29 |       |

#### Serie 4
| Rang | Naam             | Land             | Tijd  | Opm.  |
| ---- | ---------------- | ---------------- | ----- | ----- |
| 1    | Cindy Roleder    | Duitsland        | 12,86 | Q     |
| 2    | Tiffany Porter   | Groot-Brittannië | 12,87 | Q     |
| 3    | Nickiesha Wilson | Jamaica          | 12,89 | Q, SB |
| 4    | Clélia Reuse     | Zwitserland      | 12,91 | q     |
| 5    | Cindy Billaud    | Frankrijk        | 12,98 | q     |
| 6    | Kierre Beckles   | Barbados         | 13,01 |       |
| 7    | Hanna Plotitsyna | Oekraïne         | 13,12 |       |
| 8    | Marthe Koala     | Burkina Faso     | 13,41 |       |

#### Serie 5
| Rang | Naam                  | Land        | Tijd  | Opm.  |
| ---- | --------------------- | ----------- | ----- | ----- |
| 1    | Jasmine Camacho-Quinn | Puerto Rico | 12,70 | Q     |
| 2    | Alina Talaj           | Wit-Rusland | 12,74 | Q     |
| 3    | Pamela Dutkiewicz     | Duitsland   | 12,90 | Q     |
| 4    | Nikkita Holder        | Canada      | 12,92 | q, SB |
| 5    | Oluwatobiloba Amusan  | Nigeria     | 12,99 | q     |
| 6    | Karolina Koleczek     | Polen       | 13,04 |       |
| 7    | Oksana Shkurat        | Oekraïne    | 13,22 |       |
| 8    | Yvette Lewis          | Panama      | 13,35 |       |

#### Serie 6
| Rang | Naam                  | Land               | Tijd  | Opm. |
| ---- | --------------------- | ------------------ | ----- | ---- |
| 1    | Brianna Rollins       | Verenigde Staten   | 12,54 | Q    |
| 2    | Megan Simmonds        | Jamaica            | 12,81 | Q    |
| 3    | Sandra Gomis          | Frankrijk          | 13,04 | Q    |
| 4    | Nadine Visser         | Nederland          | 13,07 |      |
| 5    | Fabiana Moraes        | Brazilië           | 13,22 |      |
| 6    | Valentina Kibalnikova | Oezbekistan        | 13,29 |      |
| 7    | Olena Yanovska        | Oekraïne           | 13,32 |      |
| 8    | Reïna-Flor Okori      | Equatoriaal-Guinea | 99,99 | DNS  |

### Halve finales
Kwalificatie: Top-2 van elke series (Q) plus de 2 tijdsnelsten (q) gaan door.

#### Halve finale 1
| Rang | Naam               | Land             | Tijd  | Opm. |
| ---- | ------------------ | ---------------- | ----- | ---- |
| 1    | Brianna Rollins    | Verenigde Staten | 12,47 | Q    |
| 2    | Pedrya Seymour     | Bahama's         | 12,64 | Q    |
| 3    | Cindy Roleder      | Duitsland        | 12,69 | q    |
| 4    | Tiffany Porter     | Groot-Brittannië | 12,82 | q    |
| 5    | Shermaine Williams | Jamaica          | 12,86 |      |
| 6    | Andrea Ivančević   | Kroatië          | 12,93 |      |
| 7    | Sandra Gomis       | Frankrijk        | 13,23 |      |
| 8    | Alina Talaj        | Wit-Rusland      | 13,66 |      |

#### Halve finale 2
| Rang | Naam                  | Land             | Tijd  | Opm. |
| ---- | --------------------- | ---------------- | ----- | ---- |
| 1    | Nia Ali               | Verenigde Staten | 12,65 | Q    |
| 2    | Phylicia George       | Canada           | 12,77 | Q    |
| 3    | Oluwatobiloba Amusan  | Nigeria          | 12,91 |      |
| 4    | Nadine Hildebrand     | Duitsland        | 12,95 |      |
| 5    | Clélia Reuse          | Zwitserland      | 12,96 |      |
| 6    | Nooralotta Neziri     | Finland          | 13,04 |      |
| 7    | Nickiesha Wilson      | Jamaica          | 13,14 |      |
| 8    | Jasmine Camacho-Quinn | Puerto Rico      | 99,99 | DSQ  |

#### Halve finale 3
| Rang | Naam              | Land             | Tijd  | Opm. |
| ---- | ----------------- | ---------------- | ----- | ---- |
| 1    | Kristi Castlin    | Verenigde Staten | 12,63 | Q    |
| 2    | Cindy Ofili       | Groot-Brittannië | 12,71 | Q    |
| 3    | Isabelle Pedersen | Noorwegen        | 12,88 |      |
| 4    | Pamela Dutkiewicz | Duitsland        | 12,92 |      |
| 5    | Megan Simmonds    | Jamaica          | 12,95 |      |
| 6    | Cindy Billaud     | Frankrijk        | 13,03 |      |
| 7    | Nikkita Holder    | Canada           | 99,99 | DSQ  |
| 8    | Anne Zagré        | België           | 99,99 | DSQ  |

### Finale
| Rang   | Naam            | Land             | Tijd  | Opm. |
| ------ | --------------- | ---------------- | ----- | ---- |
| Goud   | Brianna Rollins | Verenigde Staten | 12,48 |      |
| Zilver | Nia Ali         | Verenigde Staten | 12,59 |      |
| Brons  | Kristi Castlin  | Verenigde Staten | 12,61 |      |
| 4      | Cindy Ofili     | Groot-Brittannië | 12,63 |      |
| 5      | Cindy Roleder   | Duitsland        | 12,74 |      |
| 6      | Pedrya Seymour  | Bahama's         | 12,76 |      |
| 6      | Tiffany Porter  | Groot-Brittannië | 12,76 |      |
| 8      | Phylicia George | Canada           | 12,89 |      |